# Diloba bipartita
Diloba bipartita är en fjärilsart som beskrevs av Embrik Strand 1903. Diloba bipartita ingår i släktet Diloba och familjen nattflyn. Inga underarter finns listade i Catalogue of Life.